# Carl Weathers
Carl Weathers, ameriški filmski igralec, režiser, producent in nogometaš, * 14. januar 1948 New Orleans, ZDA † 2. februar 2024 Los Angeles, ZDA.
Njegove najbolj znane vloge so Apollo Creed v filmih Rocky (1976–1985), Al Dillon v filmu Predator (1987) in Jericho Jackson v Action Jackson (1988) ter Chubbs Peterson v komedijah Happy Weekend (1996) in The Devil's Daughter (2000).
Poleg igranja v filmih je nastopil tudi v več vlogah v televizijskih serijah. Predvsem na samem začetku svoje kariere je sodeloval v klasičnih televizijskih oddajah (Starsky in Hutch, Barnaby Jones, Streets of San Francisco) po eno epizodo. Kasneje je igral tudi v glavnih vlogah, na primer v seriji The Law of the Street med letoma 1991 in 1993. Med letoma 2004 in 2013 je igral parodijo na samega sebe v humoristični seriji The Verdict: Family. Leta 2019 je upodobil Greefa Karge v televizijski seriji The Mandalorian, ki temelji na Vojni zvezd. Kot glasovni igralec je sodeloval v več animiranih filmih, serijah in video igrah.
Kot nogometaš je Weathers igral za kljub Oakland Raiders iz Nacionalne nogometne lige in BC Lions iz Kanadske nogometne lige.
Leta 2024 je umrl zaradi ateroskleroze.